# Souk Es Sekajine

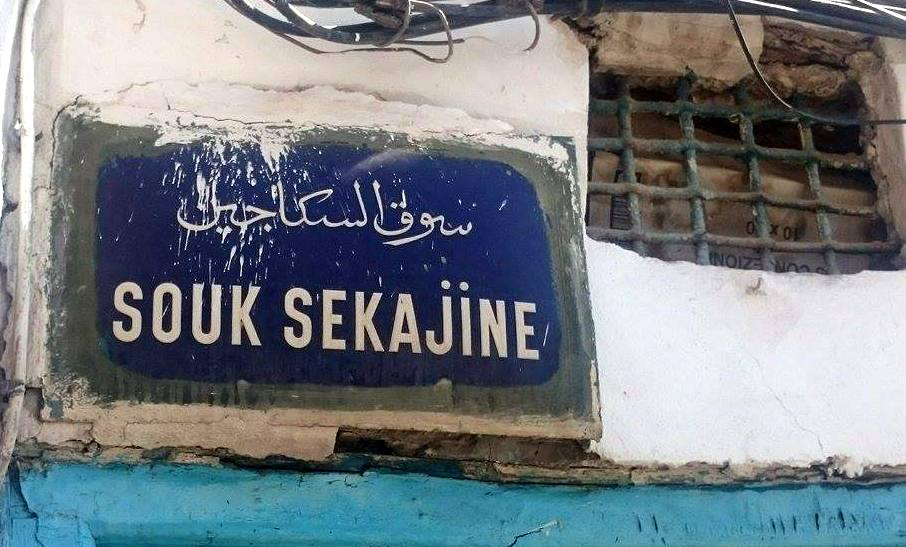
Plaque métallique indiquant le souk Es Sekajine

Le souk Es Sekajine (arabe : سوق السكاجين) ou souk Es Sarragine est l'un des souks de la médina de Tunis. Il est spécialisé dans la fabrication des selles, harnachements et accessoires équestres ainsi que dans la maroquinerie.

## Localisation

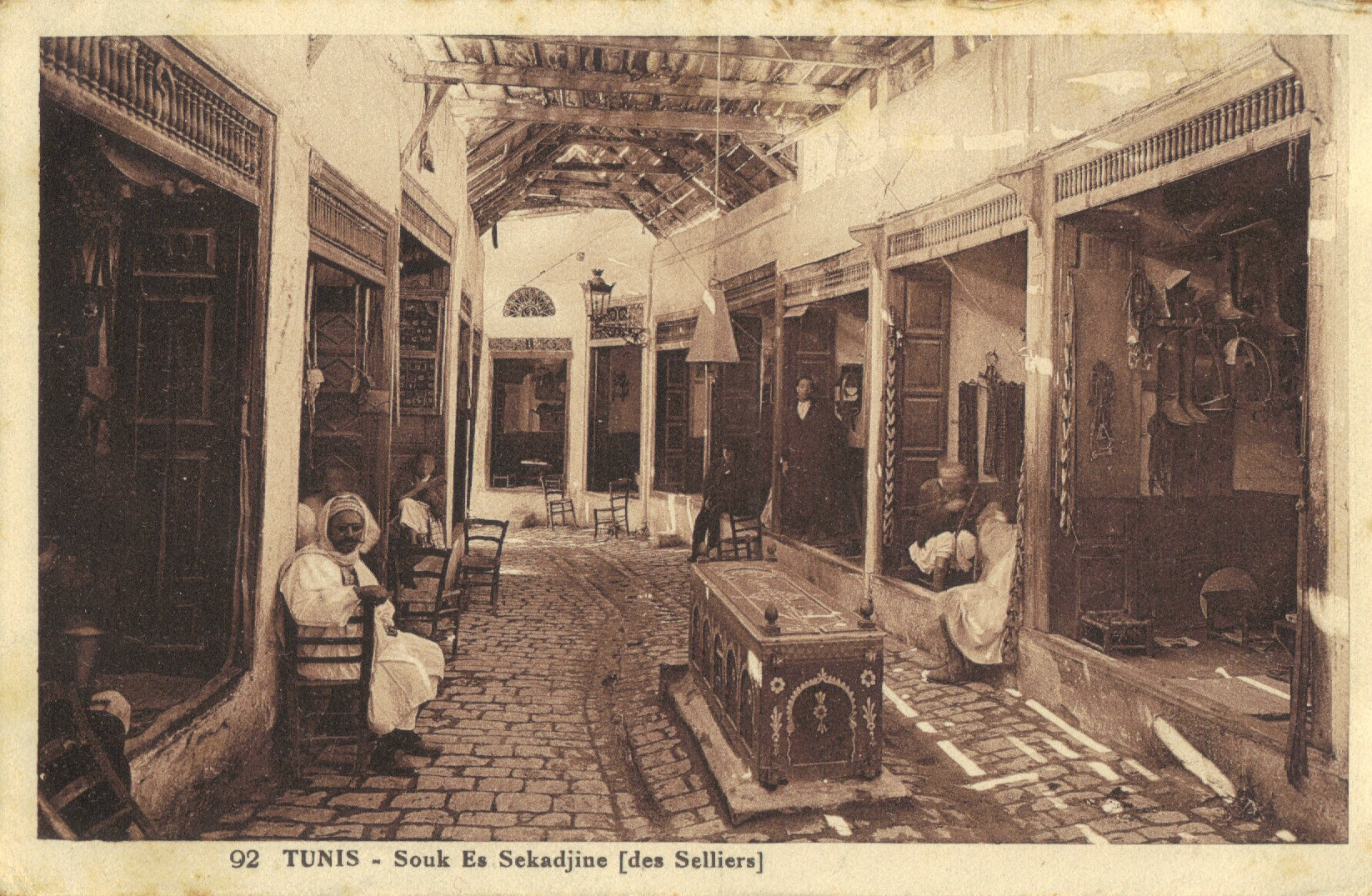
Carte postale ancienne montrant le souk avant 1930

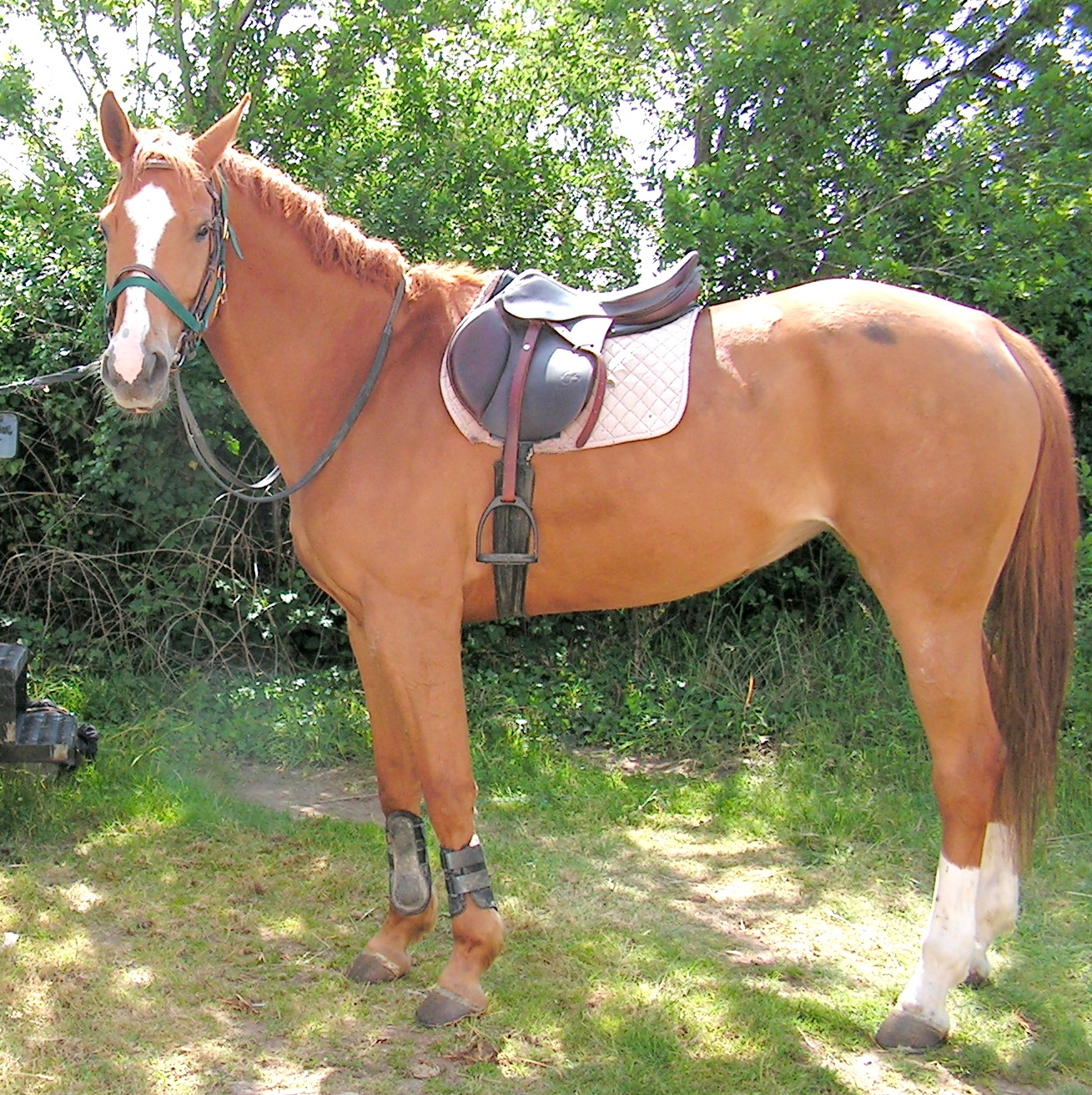
Image d'une selle, sirage en arabe, sur le dos d'un cheval

Il est situé à l'ouest de la mosquée Zitouna et à l'est de Bab Menara, l'une des portes de la médina. Il est accessible par la rue des Selliers qui commence au niveau de Bab Menara.

## Historique
Le mot Es Sekajine est une déformation de ach-chakkazine, pluriel de chakaz, désignant les artisans fabricant des achkouz (sorte de raffinement du cuir des selles).
Il existe depuis le XVe siècle et a été réhabilité par le souverain husseinite Hussein Ier Bey (1705-1740).

## Évolution
De nos jours et avec la disparition successive des ach-chakkazine — il n'en reste que deux — ce souk a vu ses magasins se transformer en locaux pratiquant d'autres métiers ou types de commerce.

## Monuments
On y trouve le mausolée du soldat inconnu ainsi que le tombeau d'Anselm Turmeda à son extrémité.

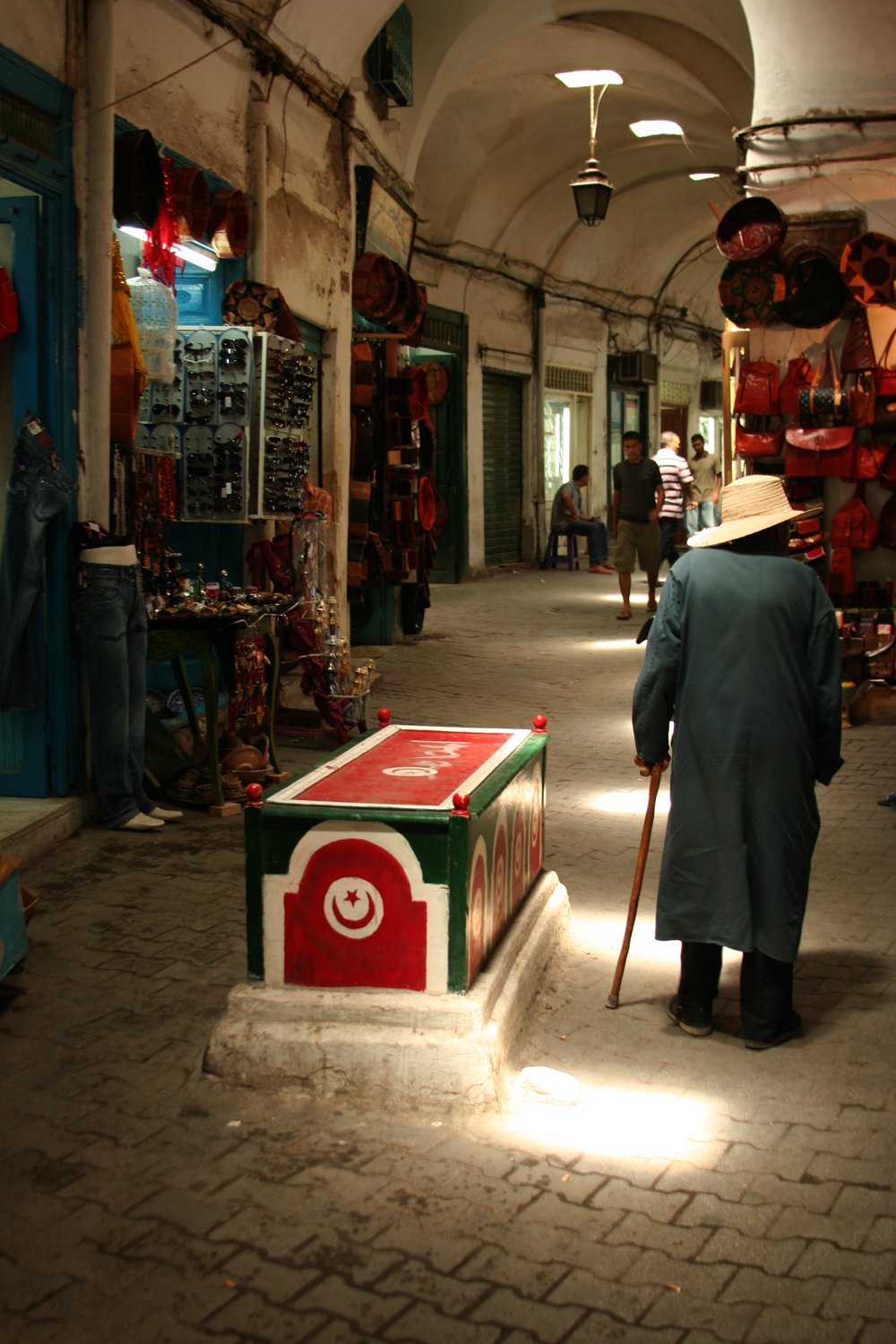
Mausolée du soldat inconnu
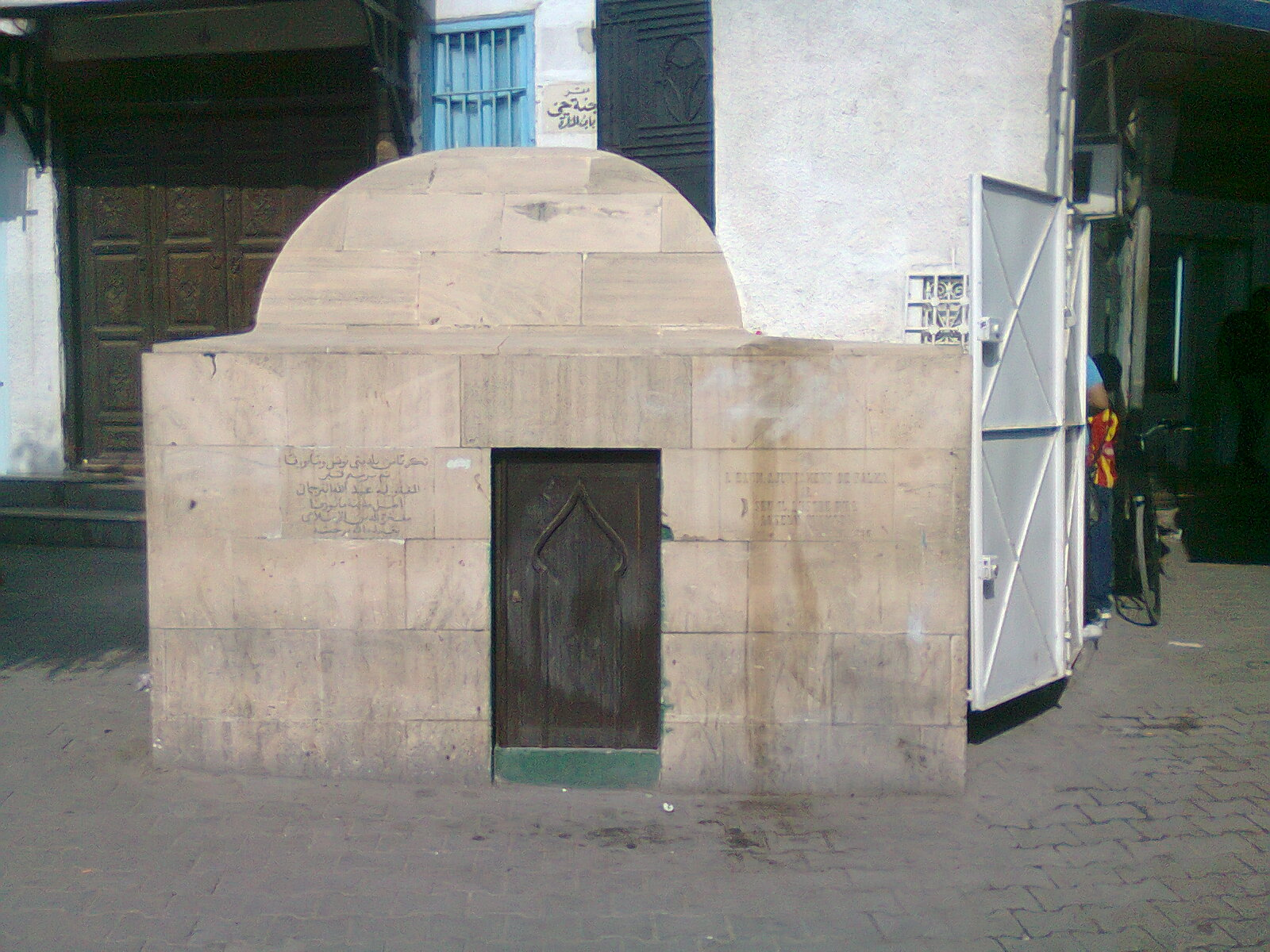
Tombeau d'Anselm Turmeda
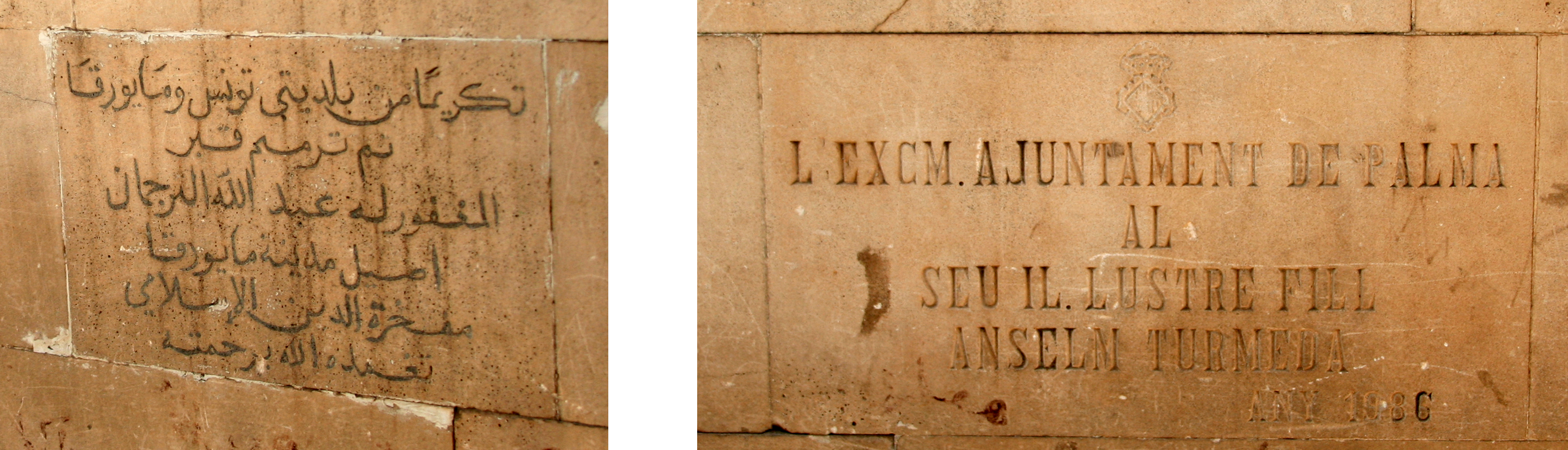
Plaque commémorative en arabe et catalan sur le tombeau de Turmeda

## Témoignage
Charles Lallemand, qui visite la Tunisie à la fin du XIXe siècle, livre un témoignage sur ce souk :

« Le marabout qui étonne le plus l'étranger est situé au souk des selliers. Imaginez-vous au beau milieu d'une rue, entre des boutiques étincelants d'harnais brodés d'or et de soie, une tombe. Une tombe en harmonie avec l'orgie de couleurs qui l'environne : peinte en vert, rouge et blanc, avec des fleurs. »